# Getting Closer
«Getting Closer» es una canción compuesta por el músico británico Paul McCartney y publicada en el álbum de estudio de Wings Back to the Egg en 1979. 

## Publicación
«Getting Closer» fue publicado como primer sencillo promocional de Back to the Egg en Estados Unidos en junio de 1979 y alcanzó el puesto 20 en la lista Billboard Hot 100. Dos meses después, el sencillo fue publicado en el Reino Unido como segundo sencillo y alcanzó el puesto 60 en la lista UK Singles Chart. La edición estadounidense usó como cara B la canción «Spin It On», mientras que la primera edición británica utilizó «Old Siam, Sir», y una segunda edición la canción «Baby's Request».

## Posición en listas
| Lista (1979)      | Posición más alta |
| ----------------- | ----------------- |
| Billboard Hot 100 | 20                |
| UK Singles Chart  | 60                |